# Sandra Petrignani

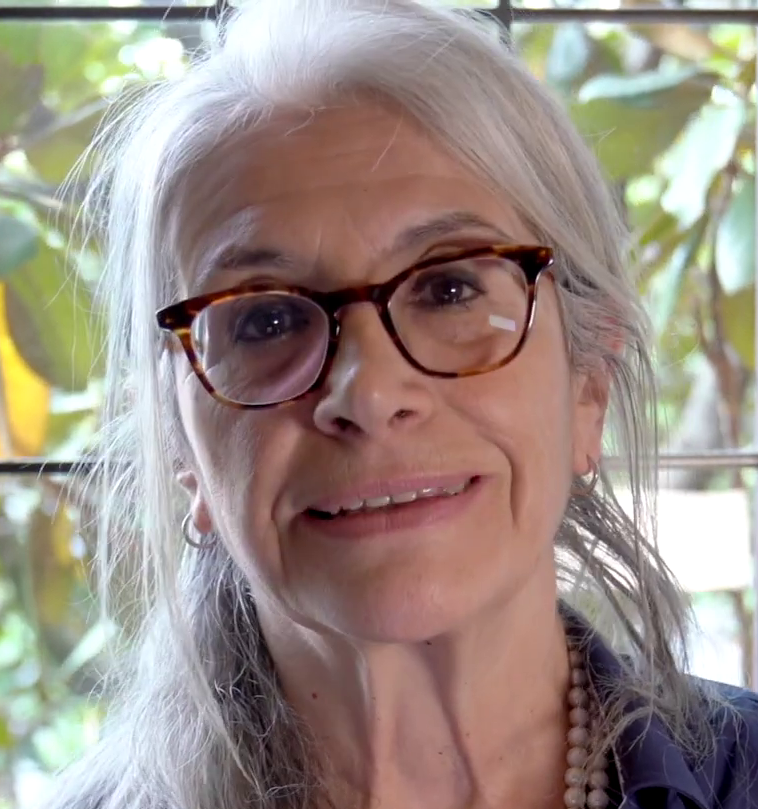
Imagen actual de Sandra Petrignani

Sandra Petrignani nació en Piacenza (Italia) en 1952 y actualmente vive en Roma. Es periodista y ha publicado libros de muy diversa índole: piezas teatrales, cuentos, novelas, cuadernos de viaje, radioteatros y textos muy difíciles de clasificar.
Luego de publicar los célebres libros de entrevistas Le signore della scrittura y Fantasia & Fantastico, algunos poemas y una obra teatral, dio a conocer en 1987 su primera novela: Navigazioni di Circe (Premio Elsa Morante). Un año más tarde, publicó Il catalogo dei giocattoli (finalista del Premio Nazionale di Narrativa Bergamo). A esas publicaciones les siguieron Come cadono i fulmini (1991), Poche storie (1993), Vecchi (1994), Ultima India (1996), Care presenze (2004) y Dolorose considerazioni del cuore (2009), entre otras.
Su obra tiene influencias de autores como Georges Perec, Vladimir Nabokov o Italo Calvino.
Sus trabajos han sido incluidos y citados en muchas antologías y se le otorga un destacadísimo lugar en trabajos críticos sobre la literatura italiana contemporánea.
Solo hay dos libros de ella disponibles en castellano. La editorial española Siruela publicó en 2006 Le scrittrice abita qui (traducido como La escritora vive aquí), un recorrido por las casas-museo de escritoras mundialmente famosas. En 2009, la editorial argentina La Compañía publicó Il catalogo dei giocattoli (Catálogo de juguetes). En este libro, que Ian McEwan definió como "un ejercicio encantador", Petrignani pinta en 65 textos breves los juguetes de su infancia.

## Libros publicados
- Le signore della scrittura

- Fantasia & Fantastico

- Navigazioni di Circe

- Il catalogo dei giocattoli

- Come cadono i fulmini

- Poche storie

- Vecchi

- Ultima India

- Come fratello e sorella

- La scrittrice abita qui

- Care presenze

- Cani e Gatti: Storia di un matrimonio

- Dolorose considerazioni del cuore

## Enlaces
- Sitio oficial de Sandra Petrignani (enlace roto disponible en Internet Archive; véase el historial, la primera versión y la última).

- Datos: Q3948167
- Multimedia: Sandra Petrignani / Q3948167